# Кугу-Юмо
Ош Поро Кугу Юмо (лукомар. Ош Поро Кугу Юмо ; "Ош" - світлий, "Поро" - добрий, "Кугу - великий, Юмо - Бог; гірськомар. Кого Йымы) — верховне божество марійського пантеону.

## Опис
Верхній світ (за деякими уявленнями, що складається із семи небес) вважався обителью богів, насамперед — творця всесвіту Юмо. Спочатку слово «Юмо» у фінських мовах означало небо, й у сенсі воно досі вживається у деяких випадках, наприклад, у виразах «юмо волгалтла» (небо прояснюється); «юмо йӱклана» (небо гримить); «юмо пылайте» (небо у хмарах); у складних словах — «юминтӱр» («горизонт», літер. «край неба»), «юмынлулеге», («світобудова», літер. «кістяк неба»). Пізніше воно почало позначати верховне божество (юминкÿй, «жертовник», букв. «камінь Юмо»), (юмынпундаш, «небо», букв. «дно Юмо»), порівн. морд. Pundas < ін.-інд. budhnas . Вітер - дихання Юмо, веселка - бойовий лук (юмин йоҥеж jumyn joŋež < праур. * jonks ). Юмо перебуває у своєму небесному домі на золотому престолі, звідки видно всі справи людей. У марійців, як і у мордви, Юмо перебуває за «залізним парканом» та за сімома небесами, куди ніхто не може потрапити. За деякими уявленнями, під час грози Юмо кидає з неба на землю каміння. Вважалося, що він їздить небом на колісниці з вогняними кіньми.

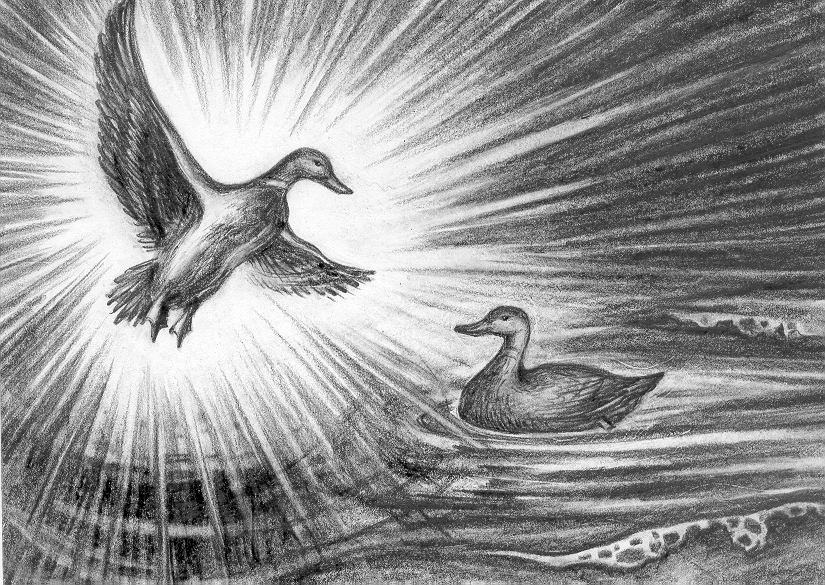
Кугу-Юмо та його брат Йин (Керемет) в образі селезнів творять світ

## Міфи
В одному з міфів коваль, який ніколи не брав плату за працю, після смерті потрапляє до Юмо, який в нагороду за безкорисливість коваля обіцяє виконати будь-яке його бажання. Коваль просить посидіти на золотому троні Юмо, звідки йому миттєво відкриваються всі погані вчинки та думки людей. Жахнувшись побаченому, коваль падає з трону, і Юмо повертає його назад на землю. (порівн. подібний сюжет у східних - слов'ян. У апокрифічних легендах: мужик потрапляє на небо, займає боже місце і бачить, що робиться на землі).

Згідно з іншими уявленнями, Юмо сидить на гігантському дубі «куго тумо» (подібний міф є у мордви: верховний бог Чам-паз спить на Світовому дереві тридцять років, поки у нього не починає хворіти на суглоб правої ноги).
Переслідуючи злого духа в грозових хмарах, Юмо метає в нього каміння і блискавки-стріли (nölö-pikš, букв. «Стріли з кістяними наконечниками» - порівн. фінськ. nuoli, стріла; праур. * Pekše, лук). Своєю золотою шапкою Юмо освітлює світ, за допомогою величезного молота (nöšle < праур. *nušja) вибиває іскри з небесного каменю, породжуючи добрих духів. Пізніше Юмо перетворюється на заможного землероба, що має багате господарство та безліч худоби. Працюючи від зорі до зорі, він вимагає того ж від дочки та сина.
Деякі об'єкти верхнього світу мають безпосереднє відношення до образу верховного божества: «юмын шулдыр» - крила Юмо; «юмын кудо» - житло Юмо; «юмин тул» - вогонь Юмо; юмын «кудо пече» - огорожа житла Юмо; «юмын ушкал» — корова (худоба) Юмо, а також спускаються через отвір у небі богами «лӱҥгалтиш» — гойдалка.
У марійських міфах про творіння збереглися найдавніші прауральські мотиви: качка, шуе (букв. «качка» < праф.-уг. *soδ'ka, вид качки, частіше проте лудо ludo, порівн. фінськ. lintu, є. lind, птах) прилітає на поверхню Світового океану і зносить два яйця (мар. муно < праур. * тuna ; порівн. подібний мотив, пов'язаний з калевальською Ільматар). З них у вигляді селезін вилуплюються два брати - Юмо і Йин. Селезні поперемінно пірнають на дно океану і дістають звідти мул: так створюється земля. На землі Юмо творить людей і тварин, наділяючи їх долею, а Йин заважає творінню. За це Юмо назавжди виганяє брата під землю і замикає у пекло.
У марійських казках збереглася згадка про озеро, що літає, де живе небесна качка (див. також типологічно близький мотив у переказі про Ізиму, Акпарс).
Згідно з іншим варіантом основного космогонічного міфу, Юмо велить молодшому брату Керемету (Йыну) у вигляді селезінки дістати з дна трохи землі, після чого одним подихом вирівнює земну поверхню, створивши рівну сушу. Керемет, однак, приховує частину землі в дзьобі, потім випльовує її і нагромаджує гори. Далі Юмо творить людину і піднімається на небо за душею для нього, залишаючи сторожем собаку, яка не має шкіри. Керемет напускає мороз, спокушає собаку шкірою і обпльовує людину. Повернувшись, бог проклинає собаку, а людину вивертає навиворіт, і той стає схильним до різноманітних хвороб і гріха через обпльовані Кереметом нутрощі.
У популярному варіанті міфу про псування початкового ідеального світу кривизна річок, дерев, доріг пояснюється прокляттям короткопалого їжака, який, поспішаючи на пораду до Юмо, спіткнувся на порозі так, що викликав сміх інших тварин.
Більшість антропогонічних міфів марі є переказами біблійних переказів, які, мабуть, нашарувалися на власне дуалістичні міфи марі, що містили пояснення виникнення тих чи інших особливостей розвитку людини: невміння дітей ходити до трьох років, відсутність рогової оболонки по всьому тілу, необхідність носити одяг і постійно міняти її, наявність у чоловіків рослинності на обличчі і т. д. Осколком древніх, дохристиянських поглядів може бути визнаний досить популярний у фольклорі марі мотив перетворення тих, хто не послухав волі Юмо людей в горілі пні (порівн. мордовський міф про створення людини з пня, карельську руну) про Вяйнямейнене, що плаває у вигляді корчі у водах первинного океану).

У пізнішій міфології Юмо мислиться як глава світового пантеону, який розподіляє мови та віру серед різних народів.
Згідно з однією легендою, Керемет затримав старійшину марі Бедоя, коли той йшов на пораду до Юмо. За це Юмо змусив Марі поклонятися Керемету.
У квазіісторичній традиції представлено міф про контакти Юмо з різними територіальними групами марі. Колись Юмо спустився до московських марі, але ті не змогли зробити для нього великого жертвопринесення. Через триста років Юмо спустився до казанських марі, але ті теж відмовилися від великого жертвопринесення. Тоді Юмо звернувся до жерця, старого Вильіпу, який влаштував богу гідне частування. Однак старий поспішив прибрати жертовні котли, і на покарання за це Юмо позбавив марі свободи. До останнього міфу близько примикає переказ про нібито виткану на полотні марійську священну книгу, яку з'їла корова, ймовірно — як у відповідному удмуртському міфі — надіслана верховним богом у покарання людям за те, що вони почали забувати молитви, сподіваючись на зроблені колись записи.

## Культ
Як й у верховного небесного бога у Юмо було безліч епітетів: «Волгыдо юмо» (бог світла), «Илыш юмо» (бог життя), «Пылвылвал юмо», «Тÿня юмо» (бог всесвіту, букв. «бог поверх хмар», бер. «выл», «на» < праф.-уг. Тӱҥ юмо (головний бог), «Тошто юмо» (старий бог). Юмо щороку жертвували гнідого чи білого (за деякими даними, червоного) коня. У священному гаю Юмо присвячували східне або сусіднє з ним дерево (як правило, дуб або липу). Як главі пантеону Юмо приносили головні і рясні жертви. Його ім'я фігурувало у всіх молитвах богам, але іноді, щоб не турбувати Юмо, зверталися до його помічників.

## Історія
Встановлено, що образ Юмо виник як небесний «кугижа», свого роду відображення в небесній ієрархії земного «кугижа». Кугижій марійці іменували своїх верховних правителів, а після входження марійських земель до складу Росії та російських царів. Кожен марієць хоча б раз у житті повинен був принести Юмо велику жертву - коня чи корову. Термін «Юмо» споріднений з іншими іменами верховних божеств фінно-угрозмовних народів — Юмала (у фінів ), Юмбел (у лопарей), Юмоу (у вепсів) і так далі.
Зберігся опис поклоніння Кугу-Юмо, що відбувався перед битвою марійців та військ Івана Грозного (1553). Тоді марійці у священному гаю  (кӱсото) приносили в жертву жеребців, бугаїв, свійську птицю. Марійські жерці (карты) закликали богів на допомогу малмизькому князю Болтушу, а молитви читалися під перебір кількох десятків кәсле (гуслів).

## родина
Згідно І. Г. Георгі (1799), решта богів є дітьми або родичами Юмо - Кугу Юмо і Юмин ава. Думка про наявність у марі більш менш розробленого пантеону, боги якого б утворювали цілі сімейні кола, не раз піддавалася сумніву (наприклад Г.Я. Яковлєвим, Р.Г. Ахметьяновим та ін), проте вона наштовхується на опір матеріалу. Джерела - як письмові, так і фольклорні - повідомляють про існування у богів матерів і братів, причому не тільки рідних, а й двоюрідних (як, наприклад, у Юмо), дружин, дітей, онуків (С.К.Кузнєцов). Крім того, подібна будова пантеону характерна для міфологій близьких народів — мордви та обських угрів.